# Адеркас, Оттокар Карлович
Оттокар Карлович фон Адеркас (нем. Emanuel Hugo Eugen Ottokar von Aderkas;1859, Пейдегоф, Эзель, Российская империя — 1921, Аренсбург, Эзель, Эстонская Республика) — российский общественный деятель, тайный советник.

## Биография
Происходил из рода Адеркас. Родился 5 (17) июля 1859 года в имении Пейде на острове Эзель. Его дед, Вольдемар фон Адеркас (1777—1836) был младшим братом Андрея и Бориса Антоновичей Адеркас. Мать — Антуанетта фон Врангель (1821—?).
Окончил гимназию в Аренсбурге. В 1877 году начал учиться на юридическом факультете Дерптского университета, в 1878 году перешёл на юридический факультет Императорского Санкт-Петербургского университета, который окончил в 1881 году со степенью кандидата права. В том же году был принят на службу секретарём в Собственную Его Императорского Величества канцелярию по учреждениям императрицы Марии Федоровны, где прослужил 35 лет, был директором по управлению детскими приютами (1895—1912).
В 1883 году, начав формировать концепцию создания в России учреждений для слепых, использовал свой отпуск и средства, чтобы осмотреть 16 аналогичных учреждений в Австрии и Швейцарии. Составленный им отчёт стал основой для создания специализированных учреждений для слепых в России. В 1884 году представлял Россию в Амстердаме на Пятом Международном конгрессе о слепых, в 1888 год] — на Шестом Международном конгрессе об улучшении быта слепых, а в 1893 году — на Всемирной Колумбовой выставке в Чикаго. Здесь вновь использовал всё свободное своё время для изучения быта слепых и в 1902 году опубликовал монографию «Обучение глухонемых и слепых в США».
В 1886—1889 годах совместно с В. Н. Семчевским был издателем и редактором ежемесячного журнала «Русский слепец». В 1897 году выступил с инициативой издания «Вестника благотворительности», в котором принимал активное участие. В 1898 году был произведён в действительные статские советники.
После русско-японской войны возглавлял в своём ведомстве организацию центров помощи семьям и сиротам погибших солдат и офицеров.
Также представлял Россию на международном конгрессе по вопросам воспитания и охраны детей (Льеж, 1905), международном конгрессе по вопросам охраны детей и борьбы с детской смертностью (Брюссель, 1907), третьем международном конгрессе по вопросам семейного воспитания (Брюссель, 1910), на котором был учрежден Международный союз для охраны детей младшего возраста. Приглашался советником от России.
Являлся членом Генеральной Евангелическо-лютеранской консистории в Санкт-Петербурге (с 1901 года), Совета попечительства Императрицы Марии Александровны о слепых (с 1901 года), Петербургского совета детских приютов и Совета всероссийского общества охраны матери и младенчества (с 1910 года).
В 1910 году был произведён в тайные советники.
С 1908 года владел родовыми имениями на острове Эзель, куда уехал после революции 1917 года. Преподавал английский язык в Немецкой и Эстонской гимназиях Аренсбурга (Эзель).
Умер 7 марта 1921 года в Аренсбурге.

## Награды
- орден Св. Станислава 3-й ст. (1884)
- орден Св. Анны 2-й ст. (1894)
- орден Св. Владимира 3-й ст. (1904)
- орден Св. Станислава 1-й ст. (1906)

## Семья
Жена (с 05.05.1896) — Мария Егоровна фон Перетц (1868—1942). Супруги имели пятерых дочерей: София (13.03.1897—24.08.1918, Елена (08.03.1898—?), Елизавета (1899—1902), Антонина (23.05.1901—29.03.1933), Мария (05.01.1904—?).